# يفغيني شمرين
يفغيني شمرين هو لاعب كرة قدم روسي في مركز حراسة المرمى، ولد في 6 ديسمبر 1982 في ليبيتسك في روسيا. لعب مع نادي سكا خاباروفسك.

## وصلات خارجية
- يفغيني شمرين على موقع قاعدة بيانات كرة القدم.إي يو (الإنجليزية)
- يفغيني شمرين على موقع Soccerway.com (الإنجليزية)